# Catedral de Troyes
La catedral de Troyes (del francés: Cathédrale Saint-Pierre-et-Saint-Paul de Troyes) es sede obispal católica y monumento nacional de Francia. Está situada en la ciudad de Troyes, en Champaña-Ardenas.

## Historia
Ya en el siglo IV, época romana, había una capilla cristiana en su lugar. La catedral fue construida en el siglo IX pero quedó gravemente dañada durante las invasiones normandas. Hacia el año 940, en tiempos del obispo Milo, se erige una catedral románica. En ella se celebró el Concilio de Troyes (13 de enero de 1128/29) que aprobó las reglas de la Orden del Temple. La catedral románica quedó destruida por un incendio en 1188. Hacia 1200, el obispo Garnier Trainel ordena la construcción de la actual catedral gótica, que fue comenzada por el obispo Hervé en 1208.
A lo largo del tiempo de su construcción, que se prolongó cinco siglos, hasta el siglo XVII, la nueva catedral gótica sufrió graves percances: terreno inestable, huracanes, rayos y avatares de la historia.
La obra se puede considerar inacabada porque la catedral tiene una sola torre, la de San Pedro. Nunca se terminó la torre sur, la de San Pablo, no se sabe si por falta de dinero o por motivos arquitectónicos; la iglesia se asentaba en una zona pantanosa y hubo que reforzar los cimientos para evitar su hundimiento; además, la parte sur estaba muy próxima a tres canales, hoy secos. En 1227, un huracán destruyó parte del coro, hecho en el siglo XIII. El campanario de 110 metros, que remataba el cuadrado del crucero, fue destruido otro huracán en 1365.  Pero sobre todo los rayos han causado incendios repetidas veces, causando importantes daños en la catedral: en 1363, 1385, 1389 cuando se incendia la cubierta, 1526, 1556, 1618, 1640, 1697 y 1700 cuando un rayo destruye de nuevo el campanario, que ya no se rehízo. La fachada data de principios del siglo XVI. Las tres portadas principales son obra del arquitecto Martín Chambiges (hacia 1460-1532). Durante la Revolución Francesa, la catedral sufrió gravemente el vandalismo revolucionario. Todas las estatuas de las portadas fueron destruidas y quedaron dañadas parte de las vidrieras. El tesoro catedralicio fue fundido. Sin embargo, escapó de la destrucción total porque se le dio otro uso. Se descristianizó y convirtió en "Templo de la Abundancia" por varios años. Pasada la agitación revolucionaria, la catedral hubo de ser profundamente restaurada por Eugène Millet.

## Descripción

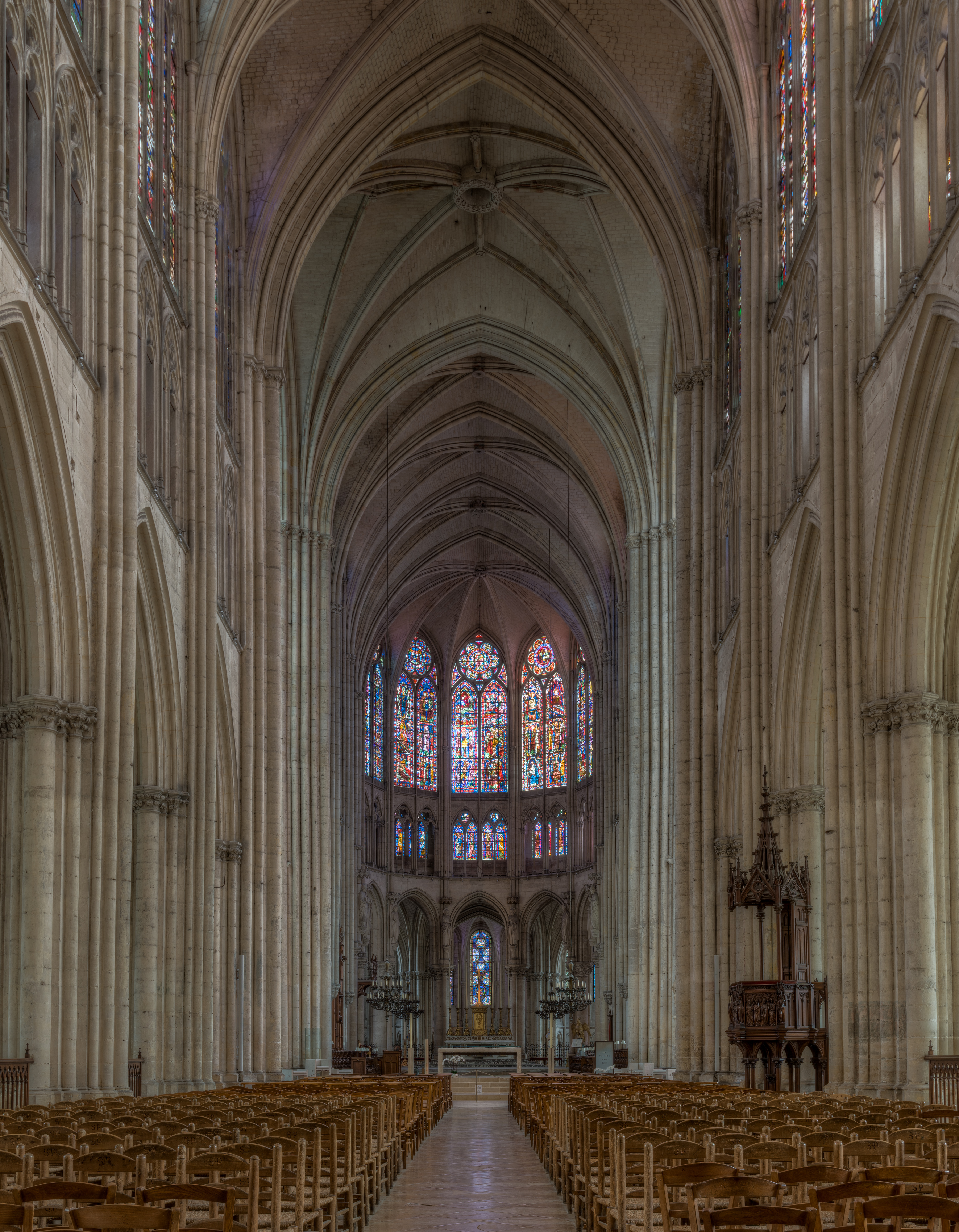
Interior de la catedral.

La catedral es de planta de cinco naves, la central, dos naves principales y dos naves auxiliares más, y alcanza los 114 metros de largo y 50 metros de ancho en los brazos del crucero. La altura de la bóveda de la nave central es de 29,5 metros y la torre llega hasta los 62,34 metros.
Esta catedral es reconocida por sus excepcionales vidrieras, realizadas entre los siglos XIII y XIX, que ocupan una superficie de 1500 m². Entre las historias que muestran, es famosa la que representa al rey indoparto Gondofares que reinó en Taxila entre el 20 y el 41 d. C., lo que ahora es el noroeste de Pakistán. Según la leyenda y tradiciones contenidas en "Los hechos de Tomás" y preservadas por los indios Cristianos de Sto. Tomas, el Apóstol Tomás marchó hacia el Este después de la crucifixión. Permaneció un tiempo en la corte de Gondofares donde se dice que se construyó un palacio antes de dirigirse al sur de la India donde fue, según la leyenda, martirizado cerca de la actual Chennai (Madras).
Posee un magnífico tesoro que contiene, entre otras riquezas, la urna relicario de San Bernardo de Claraval y su compañero y amigo, San Malaquías de Irlanda.
El órgano procede de la Abadía Cisterciense de Claraval. El abad se lo encargó a Jacques Cochu, maestro constructor de órganos de Chalons-en-Champagne. Construido entre 1731 y 1736, se les considera uno de los más notables de su tiempo. Durante la Revolución, la abadía se convirtió en prisión y los órganos fueron puestos a la venta como patrimonio nacional en 1792. Los guardianes de la catedral de Troyes los adquirieron y depositaron desmontados en la torre de San Pablo. Tras la firma del Concordato de 1801 y la reapertura de la catedral para el culto, se instalaron sobre una plataforma detrás de la portada occidental. Esta disposición fue muy criticada en su momento porque los órganos ocultan gran parte del rosetón occidental. El gran órgano de la catedral de Troyes está clasificado como monumento histórico desde el 19 de marzo de 1963 para la parte instrumental, y desde 6 de diciembre de 1974 para la parte mobiliaria.

## Dimensiones
- longitud total (exterior): 114 m
- anchura exterior del transepto: 50 m
- altura de la bóveda: 29,50 m
- anchura de la fachada occidental (principal): 45 m
- altura de la fachada occidental: 31 m
- diámetro del rosetón oeste: 10 m
- diámetro de los rosetones norte y sur: 10 m

Coro
- longitud del coro: 50 m
- anchura del coro: 40 m

Nave
- altura de la nave: 29,50 m
- longitud de la nave: 55 m
- anchura de la nave central: 12 m
- altura de las naves laterales: 13 m

Crucero
- longitud exterior del crucero: 50 m (42 m + 10 m)

Torre
- altura de la torre : 62,34 mètres.

Vidrieras
- superficie de las vidrieras : 1500 m² (Catedral Saint-Étienne de Metz : 6496 m²; Catedral de León: 1764 m²)

## Galería de imágenes

Catedral de Troyes
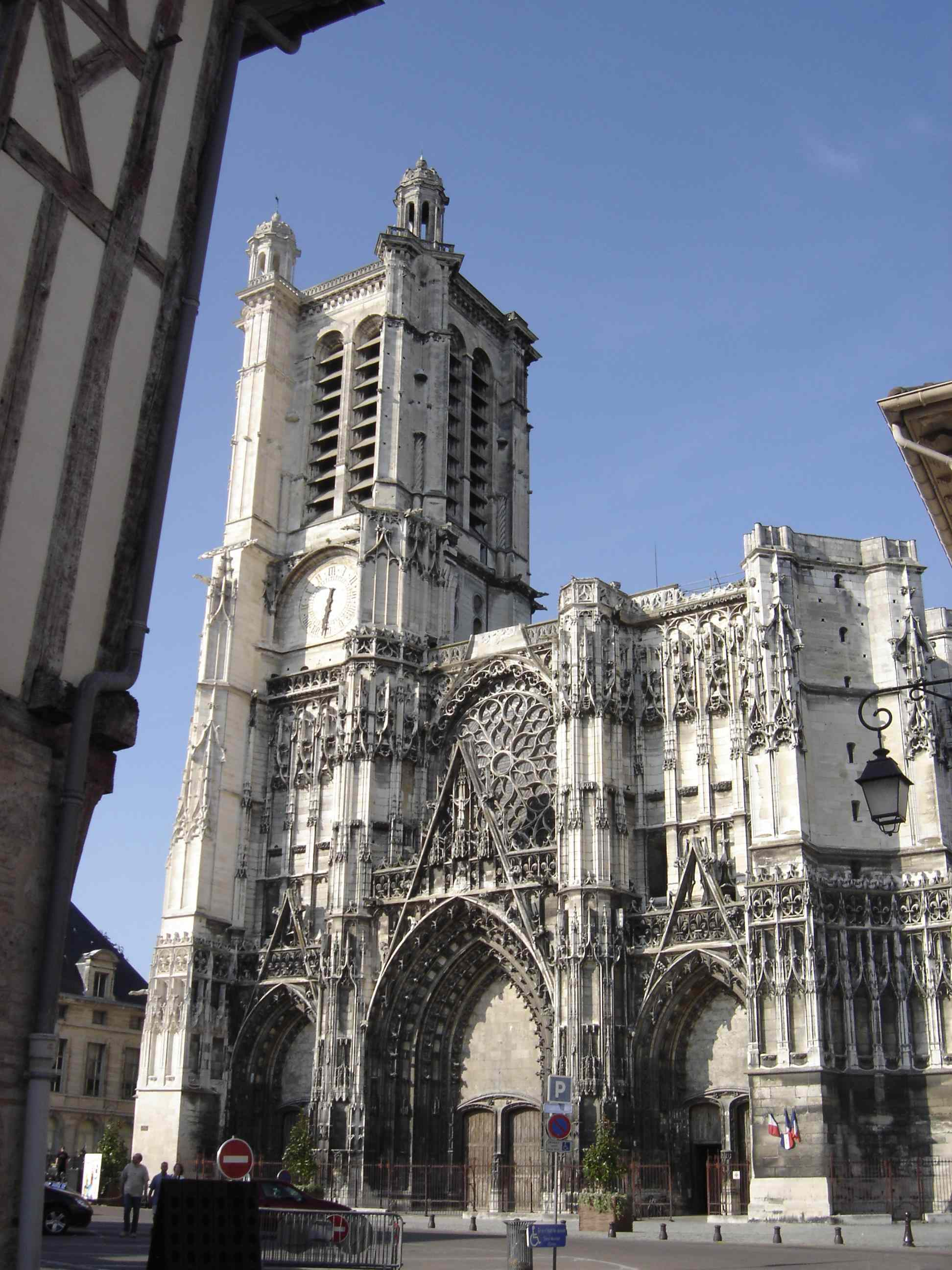
Fachada de la catedral
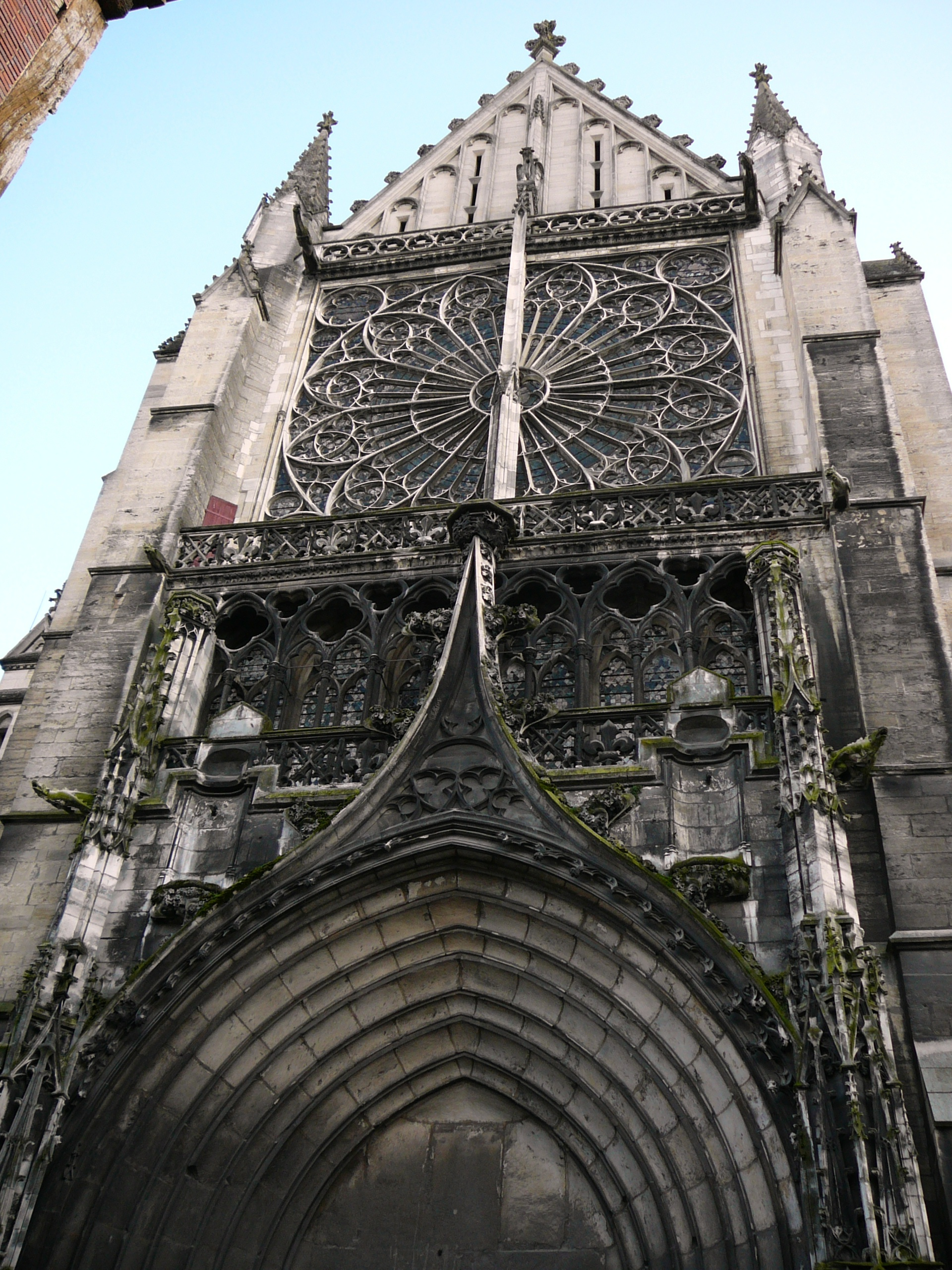
Transepto norte de la catedral
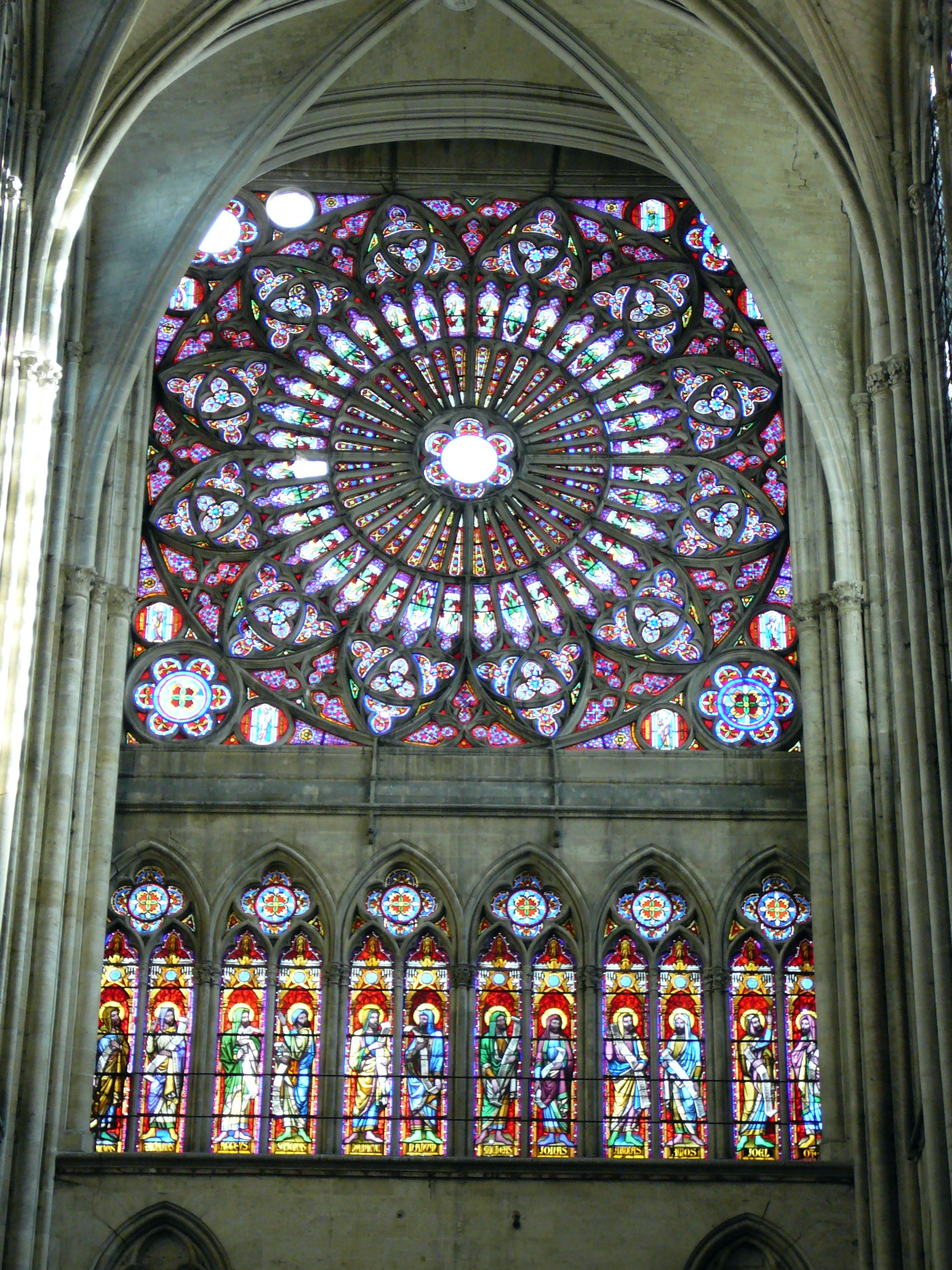
Rosetón sur de la catedral
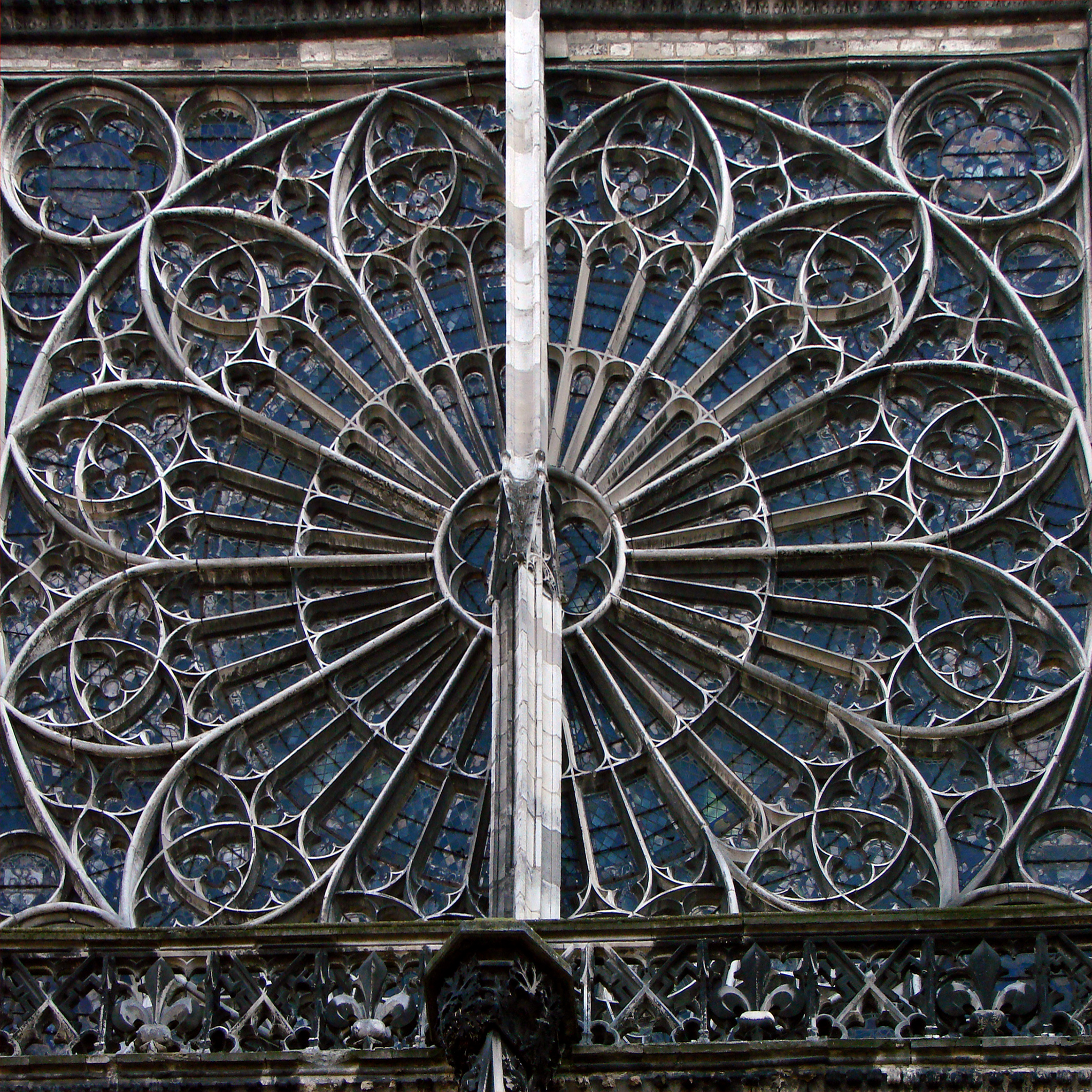
Rosetón del transepto norte
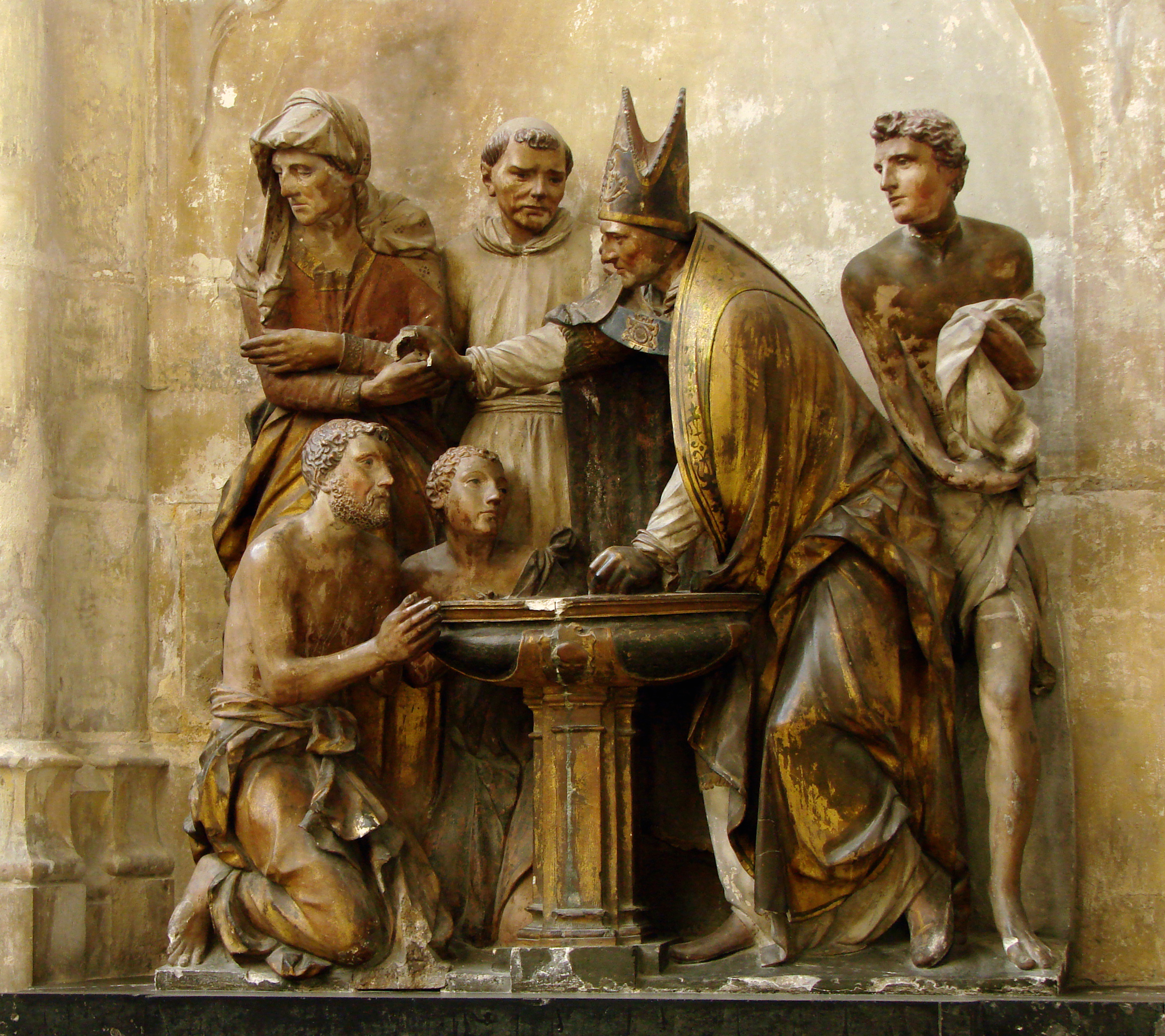
Escultura del bautismo de San Agustín (1549)

Vitrales
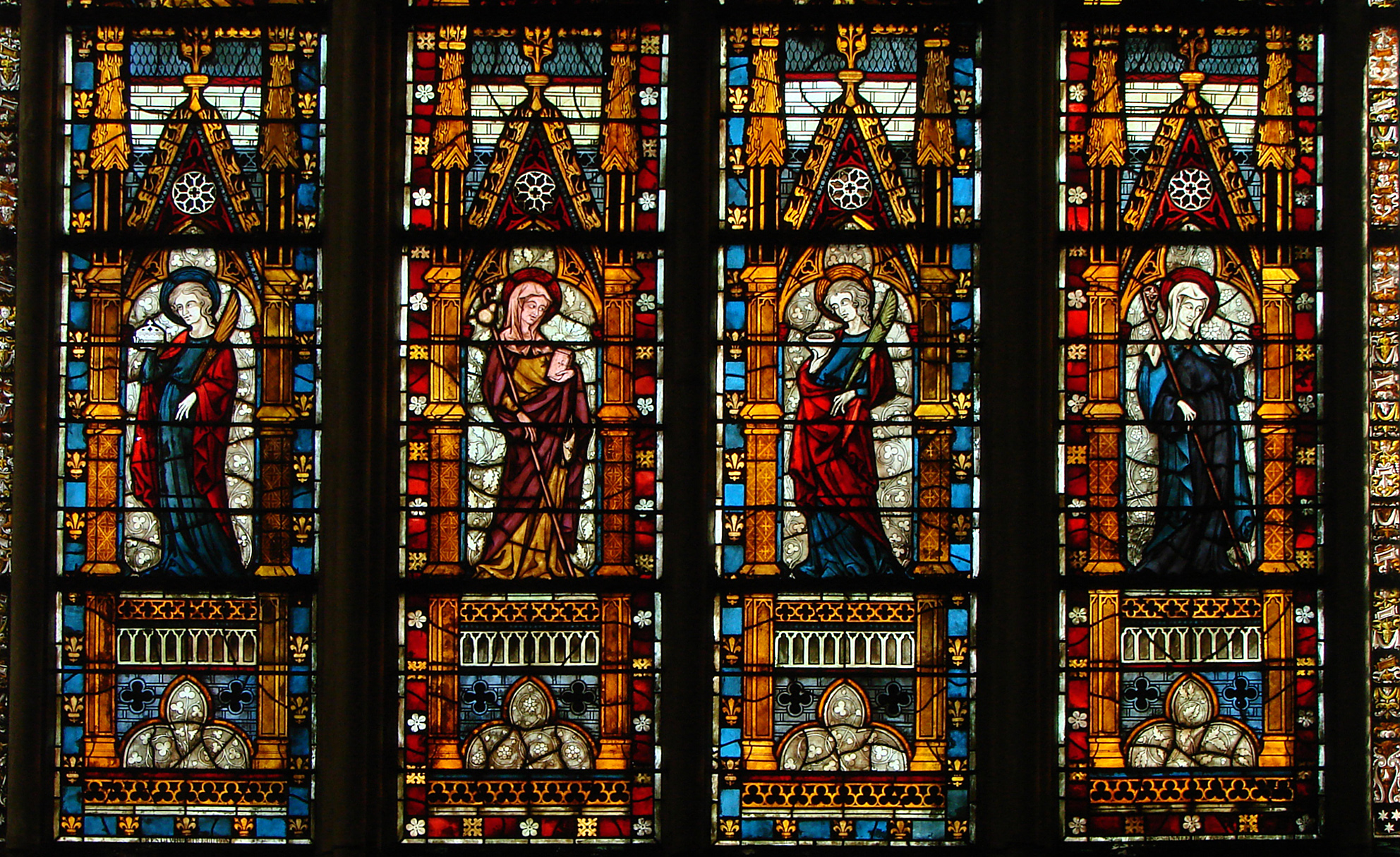
Vidrieras medievales
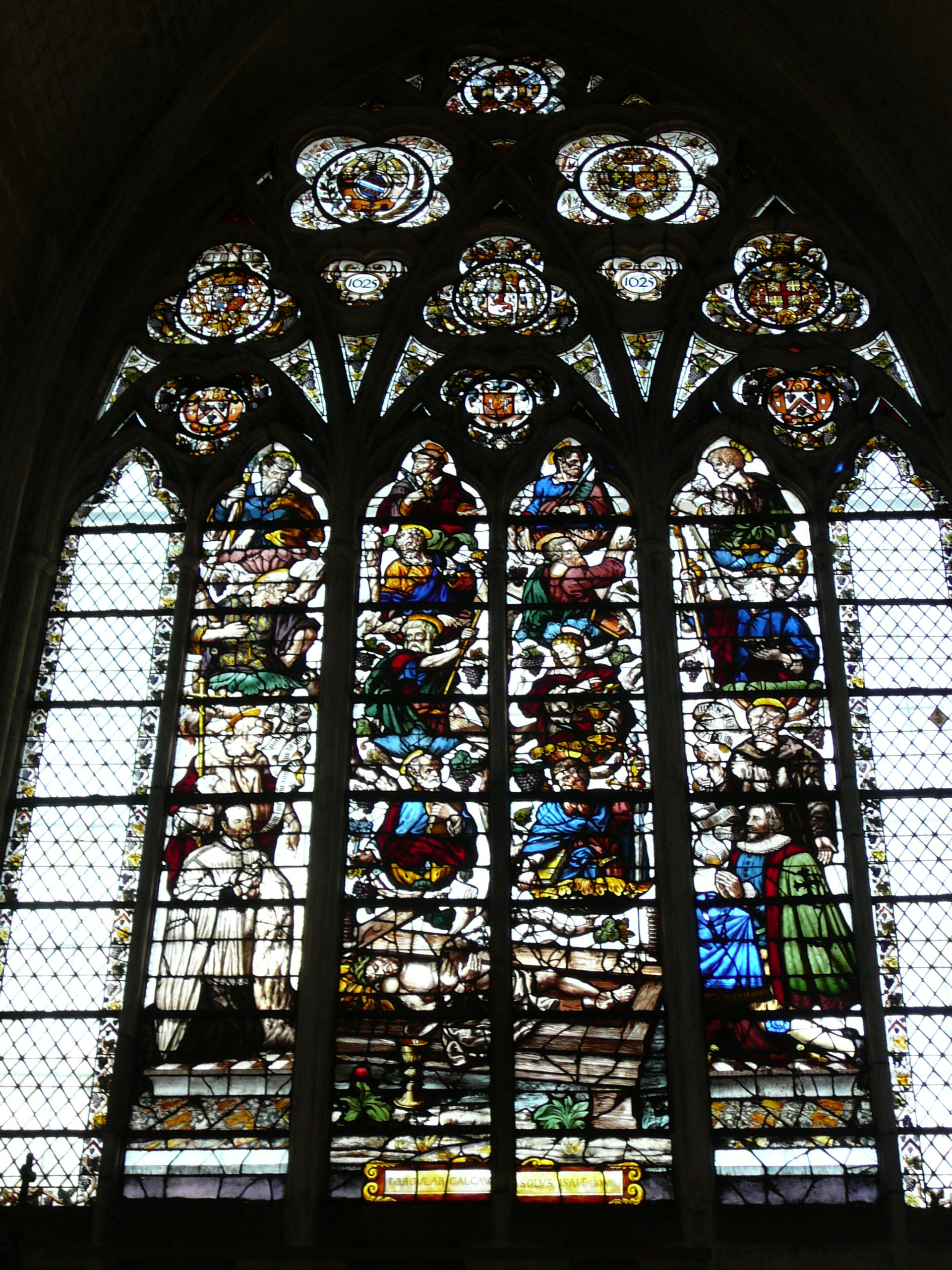
Vidriera del "Pressoir Mystique"
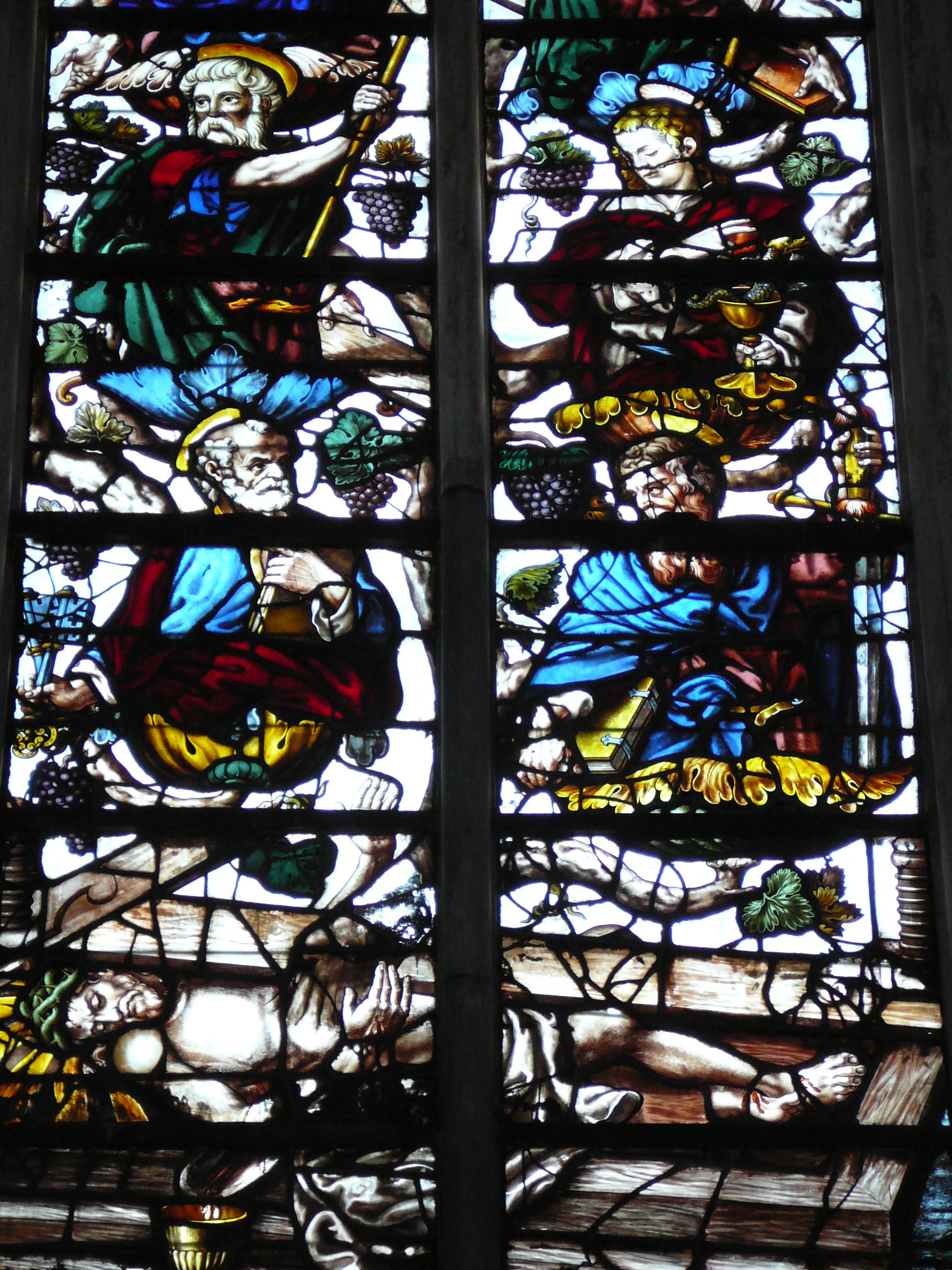
Detalle de la vidriera
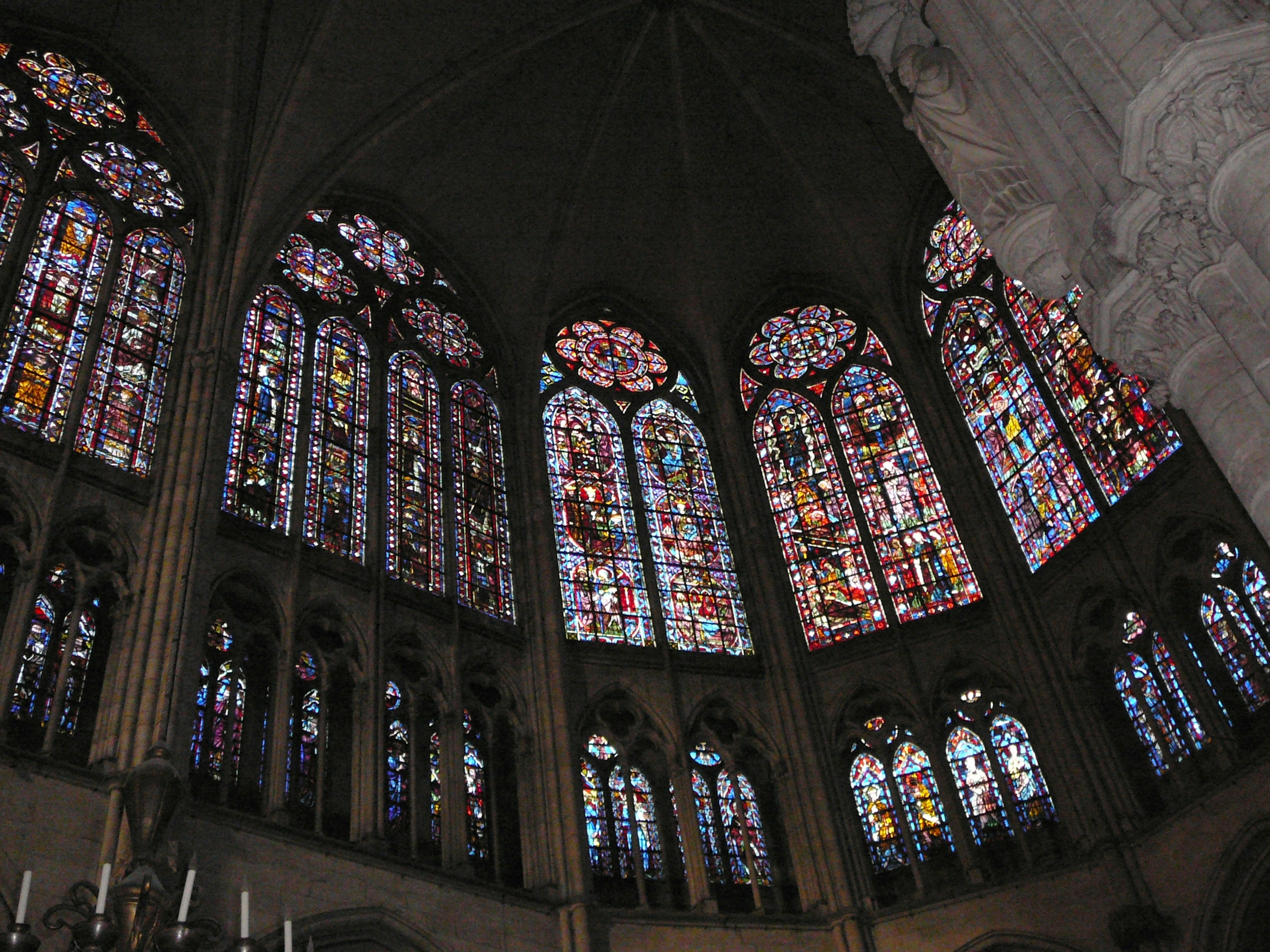
Vidrieras del coro
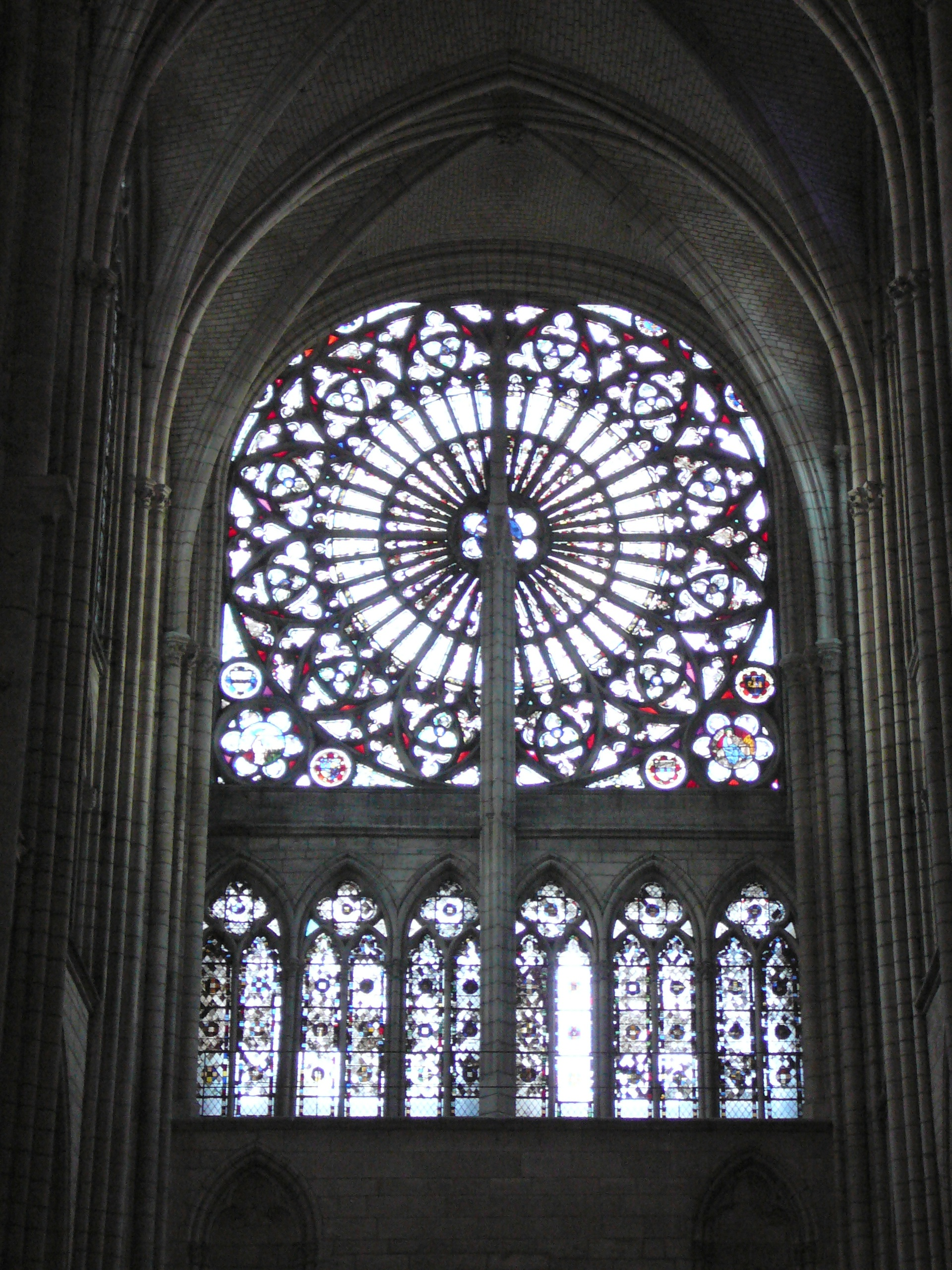
Rosetón norte de la catedral